# رجوع العاشق المجنون (فلم هندي)
رجوع العاشق المجنون (بالإنجليزية: Dilwale Dulhania Le Jayenge) (بالهندية: दिलवाले दुल्हनिया ले जाएँगे) (معروف أيضا تحت اسم: «ذو القلب الكبير سيأخذ عروسته» أو «الشجاع ياخذ العروس») هو فيلم هندي أنتج سنة 1995 من شركة ياش راج.
كسب الفيلم عند عرضه أكثر من 106 كرور روبية في الهند و15 كرور روبية في الخارج، وأصبح الفيلم كذلك أكبر فيلم في بوليوود دخلاً تلك السنة، وأصبح واحداً من أكبر وأنجح أفلام بوليوود في كل العصور. ويبقى إلى حد الساعة أكثر فيلم مدة عرض في تاريخ السينما الهندية. اعتبارا من 2011، وهو لا يزال يلعب في ماندير مرثا مومباي في مسرح العمليات.
أدرج Dilwale Dulhania Le Jayenge في الهند عرض السينما، «الوجه المتغير للسينما الهندية»، الذي قام بجولة في الولايات المتحدة في يوليو وأغسطس 2004. إينديتيمس أفلام صفوف الفيلم بين 25 يجب الاطلاع على أفلام بوليوود. واحدة من الأفلام الهندية اثنين في أفلام 1001 يجب أن نرى قبل أن تموت قائمة (الآخر الأم الهند) [10] وضعت أيضا الثاني عشر على لائحة الأفلام المعهد البريطاني للأفلام الهندية الأعلى على الإطلاق.

## نبذة عن الفيلم
يقوم بالأدوار في الفيلم شاه روخ خان وكاجول. تدور أحداث الفيلم حول أسرتين هنديتين تعيشان في لندن إحداهما مكونة من أب وأم وابنتان (البطلة إحداهما) والأخرى لأب أفنى عمره ليسعد ابنه (البطل) بعد وفاة أمه.
يجمع القدر بين البطلة (سيمران) وشاب العائلة الثانية (راج) في رحلة لأوروبا، طلبت سيمران موافقة أبيها بعدما علمت أن أباها سيزوجها لرجل لم تره قط. فكانت هذه الرحلة بمثابة فرصتها الأخيرة للحياة قبل الزواج بهذا الغريب، لكنها تجد حبها الكبيرة في رحلتها، وبعد عودتها إلى بيتها في لندن يعلم أبوها بالأمر ما يثير غضبه فيعجل بالسفر للهند لإتمام الزواج على غير رضا الفتاة.
وعلى العكس كان والد الشاب متفهما جدا حيث شجع ابنه وحرضه على أن يتمسك بحبه ويدافع عنه فيسافر لحاقا بالفتاة ويبتكر وسائل مختلفة ليوقع الجميع في حبه حتى أن والد الفتاة، والذي كان غير راض عن الشاب راج لموقف سبق وحدث بينهما في لندن، يستلطفه كثيرا لمواقفه، دون علم بأنه من التقته ابنته خلال سفرها لأوربا.
وبعد أن يعلم الوالد بهذا الأمر، تتطور أحداث الفيلم ليتحول الحب إلى كراهية ومواقف محزنة.

## طاقم التمثيل
الاعتمادات مأخوذة من معهد الفيلم البريطاني.
- شاه روخ خان بدور راج مالهوترا
- كاجول بدور سيمران "سيمي" سينغ
- أمريش بوري بدور تشودري بالديف سينغ
- فريدة جلال بدور لاجوانتي "لاجو" سينغ
- ساتيش شاه بدور أجيت سينغ
- أتشالا ساشديف بدور جدة سيمران
- هيماني شيفبوري بدور كامو كور
- أنوبام خير بدور دارامفير مالهوترا
- بارميت سيثي بدور كولجيت سينغ
- مانديرا بيدي بدور بريتي سينغ
- بوجا روباريل بدور راجيشواري "تشوتكي" سينغ
- أنيتا شروف أداجانيا بدور شينا، أفضل صديقة لسيمران
- لاليت تيواري كعم سيمران
- كاران جوهر وأرجون سابلوك في دور مونتي وروكي، أصدقاء راج

## مدة الفيلم وسنوات التصوير
تصل مدة الفيلم إلى 189 دقيقة، أي أكثر من ثلاث ساعات وهي مدة طويلة، وقد صور الفيلم سنتي 1994 و 1995، وقد تطلب مبلغ 40 كرور (الكرور يعادل عشرة ملايين روبية هندية).

## وصلات خارجية
- مقالات تستعمل روابط فنية بلا صلة مع ويكي بيانات